# ديانة الحيثيين وأساطيرهم

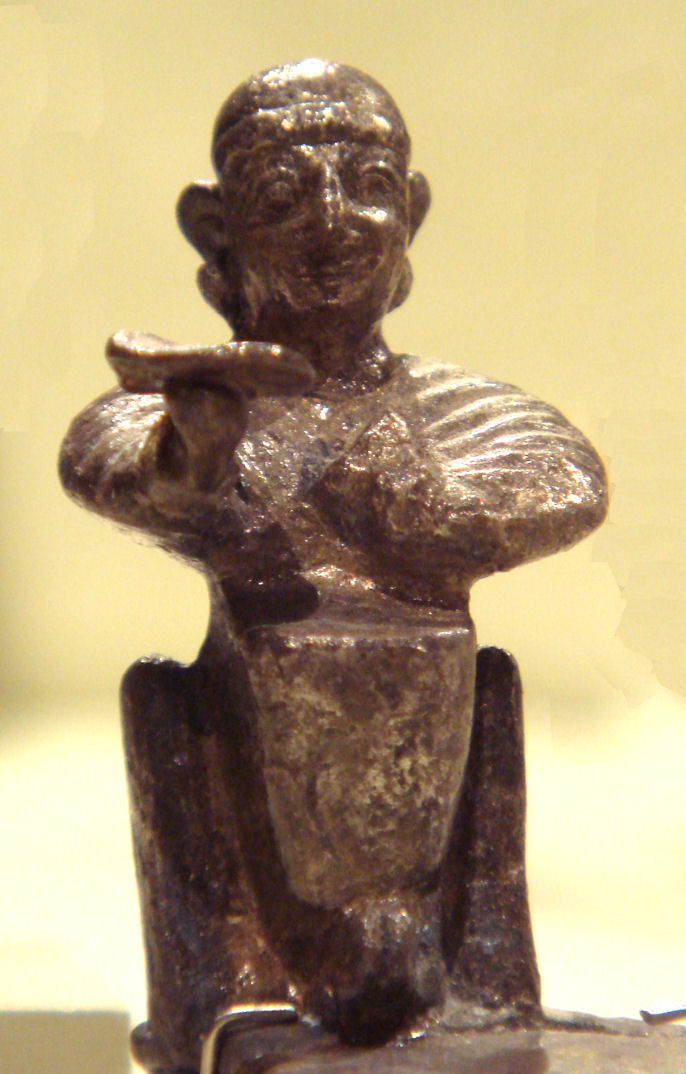
الإله الجالس، الإمبراطورية الحيثية المتأخرة، القرن الثالث عشر ق.م.

تشمل أساطير الحيثيين وديانتهم المعتقدات والممارسات الدينية للحيثيّين، الذين أنشؤوا إمبراطورية تركّزت في تركيا المعاصرة في الفترة الواقعة بين 1600 إلى 1180 قبل الميلاد.
فُقدت معظم الروايات التي تذكر أساطير الحيثيّين، بينما تقدّم الكتابات المسمارية التي وُجدت قرب عاصمة الحيثيّين، حاتوشا، وغيرها من مواقع التنقيب تقدّم صورةً متوازنةً نسبيّاً عن ديانة الحيثيّين وإن كانت تتسم بالنقص. وهكذا، فلا توجد نصوص مقدسة، ولا خطابات لاهوتية، ولا عوناً يُقدّم للالتزام الديني الفردي. كان بعض النُسّاخ الذين عملوا في الإدارة الملكيّة -والذين  بقيت آثارٌ من أرشيفهم ليومنا هذا- جهازاً بيروقراطياً مسؤولاً عن تنظيم ومتابعة الشؤون الملكية التي يُنظر إليها اليوم على أنّها جزءٌ من الدين: مثل تنظيم المعبد، ورعاية الطقوس الدينية، وأخبار العرّافين، والتي تشكّل جميعها الجزء الأساسي من النصوص المتبقية.
يتوقّف فهمُ الأساطير الحيثيّة على تفسير النقوش الحجرية المتبقية من تلك الفترة، وفك رموز الأيقونات المرسومة على الأحجار الكريمة، وفهم مخططات أساس المعابد. بالإضافة لذلك، توجد عدّة صور للآلهة، إذ تعبّد الحيثيّون لآلهتهم من خلال أحجار هوازي التي مثّلت بالنسبة إليهم قدسية الآلهة، وعاملوها على هذا الأساس. تتمثل آلهة الحيثيّين عادةً بوقوفها على ظهور الحيوانات الخاصة بها، أو يمكن تمييزها من خلال أشكالها الحيوانيّة.

## نظرة عامة
مع اقتباسها الواضح لديانات بلاد ما بين النهرين القديمة، تحتفظ ديانة الحيثيين بعناصر واضحة الاقتباس من الديانات الهندو-أوروبية. على سبيل المثال، يمثّل تارهُنا، إله الرعد وصراعه مع الأفعى إليوانكا الصراع بين إندرا إله الحرب والطقس ضد فريترتا في الأساطير الفيديّة (الهندوسيّة) القديمة، أو صراع ثور مع يورمونجاندر في الأساطير الإسكندنافية. وتحمل هذه الأسطورة شبهاً كبيراً بصراع رع إله الشمس مع الأفعى الشريرة أبوفيس في الأساطير المصرية.
تأثرت الأساطير الحيثيّة مباشرةً بالحوريّين، الذين كانوا أصحاب حضارة مجاورة للأناضول، حيث تموقع الحيثيّون. ما يثير الأسف هو أنّ معظم ما نعرفه عن الحيثيين يأتي من مصادر فنيّة وليست نصيّة، ما يصعّب التأكد من بعض التفاصيل في هذا الموضوع. يعود تاريخ الألواح الفخارية التي تذكر الأساطير الحيثية إلى فترة المملكة الحيثية القديمة، ويقلّ عدد المصادر التي تتناول الفترات الأقدم منها. تساعد النقوش المكتشفة على تقديم معلومات هامة بخصوص الأساطير الحيثيّة وتفاصيل الحياة اليومية في ذلك العصر.

## الكهنة ومواقع العبادة
كان الملك-الكاهن هو مَن يؤدّي دور الوسيط بين عوالم الآلهة والبشر المترابطين ارتباطاً وثيقاً.
لم يكن الحيثيّون يقومون باحتفالاتٍ تعبّدية دوريّة لإرضاء الآلهة، ولكنهم أجروا طقوساً دينية لرفع البلاء أو للاحتفال بمناسبات خاصة. كان ثمّة تلازم بين الأسطورة والطقس الديني، فقد كانت الأساطير مصدراً للكثير من الطقوس الدينية، وكانت تتضمن تمثيل قصصٍ ما. أُجريت العديد من الطقوس الدينية في مواقع محفورة أُنشِئت خصيصاً للدلالة على القُرب بين الإنسان والآلهة وخصوصاً ما كان منها متعلقاً بالأرض. عادةً ما يُطلق على هذا النوع من الممارسات الدينية صفة الناكرومانسي (الشعوذة)، كونها تتعلق بالتواصل مع آلهة العوالم السفلية واستحضارها إلى هذا العالم.
لربما كانت مدينة آرينا، على مسيرة يوم من العاصمة حاتوشا، مركز الطقوس الدينية للحيثيّين، وبكلّ تأكيد مدينة إلهة الشمس، آرينا. لم يكُن على الملك-الكاهن أن يحضر جميع طقوس العبادة. عند موت الملك، كان يُعمَد إلى تأليهه، إقراراً بإخلاصه للآلهة وخدمته للناس في آنٍ معاً. لم تكُن المسؤولية المُلقاة على عاتق الملك-الكاهن من جانب واحد، إذ كان على الآلهة نفسها أن تقدّم عونَها للناس في حالِ أدّوا ما عليهم من عباداتٍ بشكلٍ مقبول. لجأ الحيثيون إلى الآلهة في مواسم الجفاف وغيرها من المشاكل الزراعية. على ما يبدو، كان من الضروري المحافظة على علاقة طيبة بالآلهة المسؤولة عن الطبيعة والزراعة، مثل الإلهة آرينا. وأيّ اختلالٍ في ميزان الطاعة كان سيعني موسمَ حصادٍ غير موفّق. رغم هذه العلاقة الحساسة، فقد كان الحيثيون يدعون ويخاطبون آلهتهم بلغةٍ عاميّة، وعادةً ما قدّم الأفراد العوام طلباتهم إلى الآلهة مباشرةً دون طقوس معقّدة أو وساطة الكهّان في حال كان الأمر المطلوب بسيطاً.

## آلهة الحيثيين وأساطيرها
لم يتخلّف الحيثيّون عن عادات الأقوام الأخرى في زمانهم، إذ كانوا يقتبسون من مجْمع آلهة غيرهم من الشعوب التي يلاقونها، كما في حالة عشتار من بلاد الرافدين، المُحتفى بها في معبدها المعروف في عين دارة. تشير الكتابات الحيثية باستمرار إلى «الألف إله» لبلاد الحثيين، ويظهر عدد هائلٌ منهم في النقوش، إلا أنهم اليوم يبقون مجرد أسماء. تُعزى هذه التعددية إلى مقاومة الحيثيين للتوفيق بين الأديان. كما يذكر بروفيسور الدراسات الحيثيّة في جامعة ميشيغان، غاري بيكمان: «حافظت الكثير من البلدات الحيثية على مجموعات فردية من آلهة الرعد، رافضة الاعتراف بتجسيد الآلهة المحلية لرمز وطني واحد». يمكن بسهولةٍ اعتبار التعدديّة في الآلهة بمثابةِ بقيّة من خصائص الانكفاء المحلّي على المستويين السياسي والاجتماعي ضمن الإمبراطورية الحيثيّة، والتي لا يمكن إعادة تمثيلها. على سبيل المثال، آمن الحيثيّون أنّ موقع العبادة في نيريك -الذي يقع شمال العاصمة هاتوشا- كان مكاناً مقدساً لإله العواصف الذي كان ابن وروسيمو، وهي إلهة الشمس آرينا. كان إله الطقس مرتبطاً بجبل زاليانو بالقرب من نيريك، وقد كان مسؤولاً عن هطول الأمطار على الأراضي الزراعية في المدينة. كان للإله تارهونا ابنٌ، تيليبينو، وابنة، إينارا. تُعتبر إينارا آلهةً حاميةً ترتبط بمهرجان الربيع.
كان من ضمن أساطير الحيثيين الدينية أسطورة «قتل التنين». كانت هذه الأسطورة تُتلا خلال تأدية طقوس السنة الجديدة، والتي اعتُبر أداؤها ضرورياً لضمان نجاح الموسم الزراعي في السنة المقبلة. تدورُ أحداث الأسطورة حول ثعبان (أو تنّين) يرمز إلى «قوى الشر» والذي يهزم إله العواصف في القتال. تأتي الإلهة إينارا بخطة مُحكَمةٍ لخداع التنين وقتله، وتوظف إنساناً -يوباشيا- لمساعدتها في تنفيذ خطتها. يتردّد يوباشيا في المساعدة لتنفيذ هكذا خطة دون مقابل. ما يدفع إينارا للنوم معه في سبيل تنفيذ الخطة. بعد ذلك، تدعو إينارا التنين إلى وليمة، وتدفعه إلى حالةٍ من السُكْر الشديد؛ ساعتها يشدّ يوباشيا وثاق التنين، ويدخلُ إله العواصف ويذبح التنّين بنفسه.
غالباً ما قام الحيثيّون بتكييف واقتباس أساطير متعلقة بآلهة أقوام آخرين. كانت الآلهة عشتار من بلاد ما بين النهرين واحدةً من الآلهة التي تبنّاها الحيثيّون ودمجوها في مجْمع آلهتهم، وأقاموا ارتباطاتٍ بينها وآلهة مشابهة مع إدخالِ تعديلات على أساطيرهم الأصلية. بما أنّ الأساطير لعبت دوراً أساسياً في عبادات الحيثيين، فإنّه من الضروري فهمُ قوّة عشتار وتاريخها في تطوّر الطقوس والتعويذات التي تستحضرها. بإضافة خصائص آلهة أخرى إلى شخصيتها، نمت قوة عشتار باضطرادٍ، كما زادت شعبيتها. كانت من إحدى الوسائل المبتكرة لاستخدام عشتار في طقوس التطهير اللايتوراهي، حيث استُغلّت صِلاتُها بالعالم السفلي، وقُدِّمت كآلهةٍ مُدافِعةٍ، لا كضحيّة كما هو عليه حالها في أساطير بلاد الرافدين.